# Godim
Godim is een plaats (freguesia) in de Portugese gemeente Peso da Régua en telt 4951 inwoners (2001).